# Morinda scortechinii
Morinda scortechinii là một loài thực vật có hoa trong họ Thiến thảo. Loài này được (King & Gamble) Ridl. mô tả khoa học đầu tiên năm 1923.